# Francisco Rotunno
Francisco Javier Rotunno Merino (* 2. Februar 1976 in Chillán; † 9. Mai 2025) war ein chilenischer Fußballspieler auf der Position eines Abwehrspielers.

## Karriere
Francisco Rotunno spielte in der Jugend bei Deportivo Nacional und wurde bei einem Probetraining im Alter von 15 Jahren bei Ñublense nicht angenommen. Stattdessen wechselte er in die Jugend von Coquimbo Unido, für das er 1993 in der Profimannschaft unter José Sulantay debütierte. Bis 2001 spielte er für den Piratenklub, unter anderem bei einem Freundschaftsspiel gegen die Nationalmannschaft Chiles. In Chile lief der Defensivakteur in den zwei Folgejahren für die Vereine CD Cobresal, Deportes La Serena, Deportes Antofagasta und erneut für Coquimbo auf. Ende 2003 wechselte Rotunno nach Indonesien, wo er von 2003 bis 2007 bei Persekabpas Pasuruan auf Bali und 2007 beim Sriwijaya FC aus Sumatra spielte. 2008 beendete er seine Karriere im Trikot von Persekabpas Pasuruan.